# Battaglia di Arachova
La battaglia di Arachova ebbe luogo nei giorni 18-24 novembre 1826, nei pressi del borgo di Arachova, nel nord-ovest della Beozia.

## Contesto

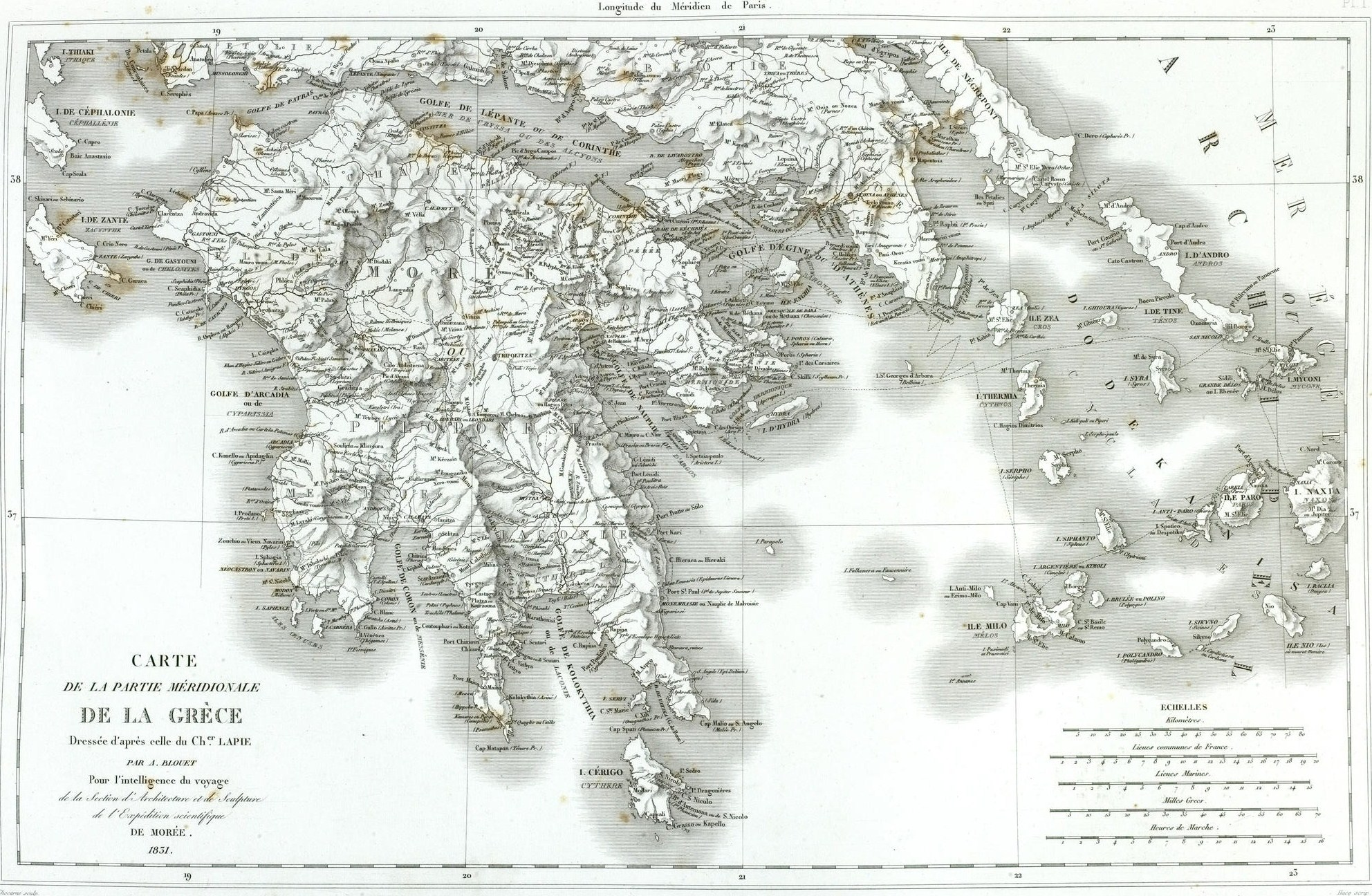
L’area di operazioni di Ibrahim Pasha

Nel 1821 aveva avuto inizio la Guerra d'indipendenza greca: non solo i rivoltosi si erano assicurati il controllo di numerose fortezze nella Grecia continentale, ma controllavano una nutrita marina irregolare, che faceva base sulle moltissime isole dell'Egeo le quali, in gran numero, avevano scacciato residenti ed amministratori turchi.  Accadde così che il sultano Mahmud II chiedesse aiuto al suo vassallo, il wali d'Egitto Mehmet Ali.  Questi incaricò il figlio Ibrahim Pasha, nominato governatore della Morea, che giunse con un corpo di spedizione forte di 17 000 uomini a Modone, l'11 febbraio 1825.

## Antefatti
Lì, dopo aver respinto gli Elleni alla battaglia di Sfacteria, Ibrahim Pasha procedette all'invasione, in due direzioni:
- verso il Golfo di Corinto, con particolare attenzione alle città di, Amfissa di Focide (occupata il 4 maggio) e, soprattutto, il caposaldo di Missolungi d'Etolia. L'assedio di Missolungi, iniziato già il 15 aprile, terminerà solo il 24 aprile 1826, con il massacro di guarnigione e popolazione.  Poi la vicina Aitoliko, caduta il 1º marzo, poco prima di Missolungi.
- verso l'interno, in direzione delle città di Tripoli d'Arcadia (occupata e distrutta il 10 giugno).  Seguì Pyrgos (occupata e distrutta il 9 novembre). La popolazione non venne solo spogliata dei propri beni, bensì ridotta in schiavitù e tradotta per essere venduta in Egitto.

## L'assedio di Atene
Dopo di che, il 3 giugno, 10 000 reduci dall'assedio di Missolungi, posero campo sotto Atene. Già il 3 agosto 1826, gli assalitori ebbero ragione delle vecchie mura.  Dopo di che presero ad assediare l'acropoli.
Tale assedio, in effetti, colpiva al cuore la rivolta, mirando al'l'ultima grande fortezza, oltre a Nauplia (e le forti isole di Idra ed Egina, sull'antistante golfo Saronico). Quella conquista avrebbe determinato una svolta strategica al conflitto.

## La battaglia

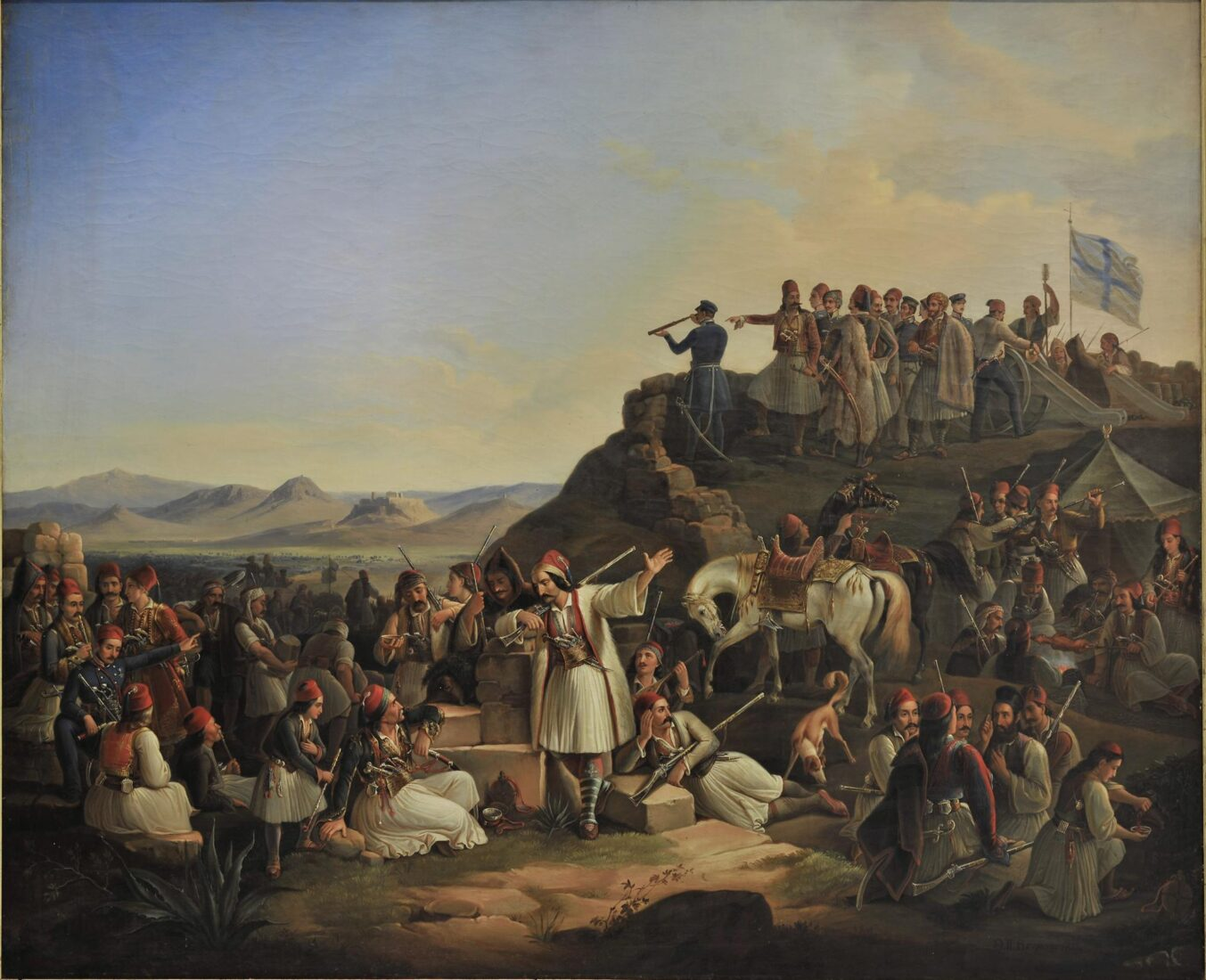
Il campo di Georgios Karaiskakis, fecit Theodoros P. Vryzakis, 1855

Da quel momento l'azione degli insorti greci prese a concentrarsi sulla liberazione dell'acropoli dall'assedio. Un ruolo significativo in questi tentativi doveva avere Georgios Karaiskakis, a capo degli insorti in Grecia centrale, che gli Ottomani definivano Rumelia.  

Questi aveva fatto una puntata verso Atene, evidentemente infruttuosa. Da lì era rientrato in Rumelia, con l'intenzione dichiarata di disturbare le linee di approvvigionamento turche da nord. Una manovra utile se si considera che gli insorti ebbero sempre una certa superiorità sul mare, potendo contare sulla vasta flotta mercantile e la numerosa marineria.
Colà agganciò una colonna turca al comando di Mustafa Bey, il giorno 18 novembre e, entro sei giorni, fu in grado di sconfiggerla e quasi annientarla, liberando il sito di Arachova.

## Conseguenze

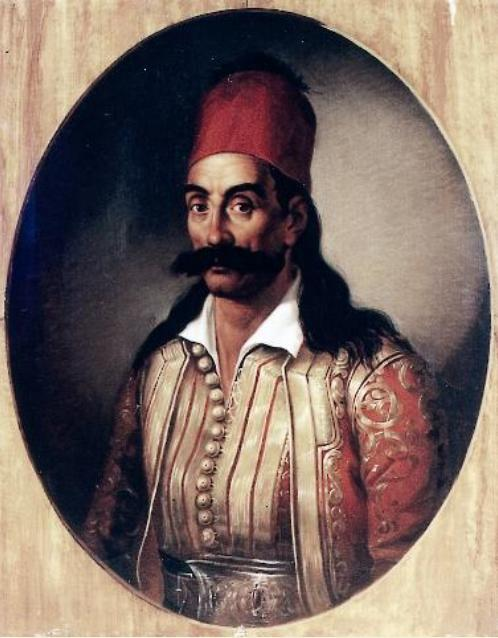
Georgios Karaiskakis

Lo scontro ebbe particolare risonanza, nel generale quadro delle sconfitte subite dagli insorti in quei mesi. Ma non mutò certamente le sorti del conflitto: l'Acropoli di Atene cadde il 24 maggio 1827.  Restava ad Ibrahim Pasha ed ai suoi alleati turchi solo da prendere la grande fortezza veneziana di Nauplia (e poi spazzare le isole).
Ma era, ormai, troppo tardi. Dal momento che le disgrazie elleniche avevano ormai spinto le potenze cristiane a sostenere gli insorti. Di lì a pochi mesi, infatti, il 20 ottobre 1827, la guerra registrò una svolta decisiva con la distruzione della flotta turco-egiziana alla della battaglia di Navarino e la successiva spedizione di Morea anglo-francese, che aveva costretto al ritiro il corpo di spedizione egiziano di Ibrahim Pasha, eppoi sloggiato le scarse guarnigioni turche.